# Махульская, Елизавета
Елизавета «Лиза» Махульская (урождённая Вергасова) — актриса, хореограф, модель советского происхождения. Бывшая жена режиссёра Юлиуша Махульского, играла в нескольких его фильмах.

## Биография
До 1986 года работала машинисткой в различных учреждениях Москвы, одновременно пытаясь обучаться то музыке, то в Литературном институте имени Горького, но оба раза образование не окончила. Также работала моделью в студии модельера Вячеслава Зайцева на Кузнецком мосту.
Впервые сыграла в фильме «Кингсайз» Юлиуша Махульского, с которым она познакомилась в 1987 году, роль мятежной модели Эвы, невесты Ола; во время съёмок она также поставила хореографию сцены показа мод в этом фильме. В том же году она сыграла у Яцека Бромски в фильме «Убей меня, коп» роль помощницы Попчика — Баси. В следующем фильме Махульского, польско-русской комедии «Дежа вю» в 1988 году снова выступила в двойном амплуа хореографа и актрисы, сыграла роль лейтенанта уголовного розыска Афродиты Переплётчиковой. В 1991 году в фильме Махульского «VIP» сыграла Анну, жену Ежи Малецкого, а в телесериале «Польская кухня» (1993) — Лену Шевчук, воспитательницу детского дома.
В начале 1990-х эмигрировала во Францию. С 1998 года сотрудничает с французским хореографом Режи Обадия, который стал её мужем. Пишет либретто и создаёт костюмы для многих своих постановок, в том числе для спектаклей «Идиот» в Российском академическом молодёжном театре и «Весна священная» в театре «Московский балет», получивших награды «Чайка» и «Золотая маска».

## Фильмография
- 1987: Кингсайз — модель Ева, невеста Ола
- 1987: Убей меня, полицейский — женщина-полицейский Бася, партнёрша Попчика
- 1989: Дежа вю — младший лейтенант Афродита Переплётчикова
- 1991: VIP — Анна, жена Ежи
- 1993: Польская кухня — Лена Шевчук, воспитатель детей из детского дома.